# Marks Maponyane
Marks Maponyane, né le 16 février 1962 à Soweto, est un footballeur international sud-africain. 
Maponyane découvre le haut niveau avec le club de Kaizer Chiefs, pour lequel il joue de 1981 à 1991 et dont il est le capitaine de 1985 à 1988. Auteur de 85 buts sous le maillot des Chiefs, il devient le meilleur buteur de l'histoire du club. En 1991, il signe au Dynamos FC, puis rejoint en 1993 les Orlando Pirates. Enfin, en 1997, il réalise une dernière pige pour Bidvest Wits.
Élu à trois reprises (en 1983, 1987 et 1994) « footballeur sud-africain de l'année », Maponyane est sélectionné en équipe d'Afrique du Sud de football de 1992 (l'année de la réintégration de l'Afrique du Sud dans la FIFA) à 1995. Il compte finalement 14 capes et 2 buts. 
À partir de 1990, il devient consultant à la télévision.

## Parcours
- 1981-1991 :  Kaizer Chiefs FC
- 1981-1993 :  Dynamos FC
- 1993-1997 :  Orlando Pirates FC
- 1997-1998 :  Bidvest Wits